# Auroraphoca
Auroraphoca — це вимерлий рід тюленів з раннього пліоцену нинішнього східного узбережжя США.